# حسین رضازاده (سیاستمدار)
حسین رضازاده (زادهٔ ۳۰ شهریور ۱۳۴۷) سیاستمدار ایرانی است که در دوره دهم مجلس شورای اسلامی به‌عنوان نمایندهٔ کازرون و کوه‌چنار فعالیت می‌کرد.
وی با کسب ۳۹٫۹۸۹ رأی از مجموع ۱۱۷٫۱۵۳ رأی معادل ۳۴٫۱۳٪ درصد آرا توانست به مجلس شورای اسلامی راه پیدا کند.